# Mecosaspis rugosa
Mecosaspis rugosa är en skalbaggsart som beskrevs av Jordan 1894. Mecosaspis rugosa ingår i släktet Mecosaspis och familjen långhorningar.
Artens utbredningsområde är Ghana. Inga underarter finns listade i Catalogue of Life.